# Folly

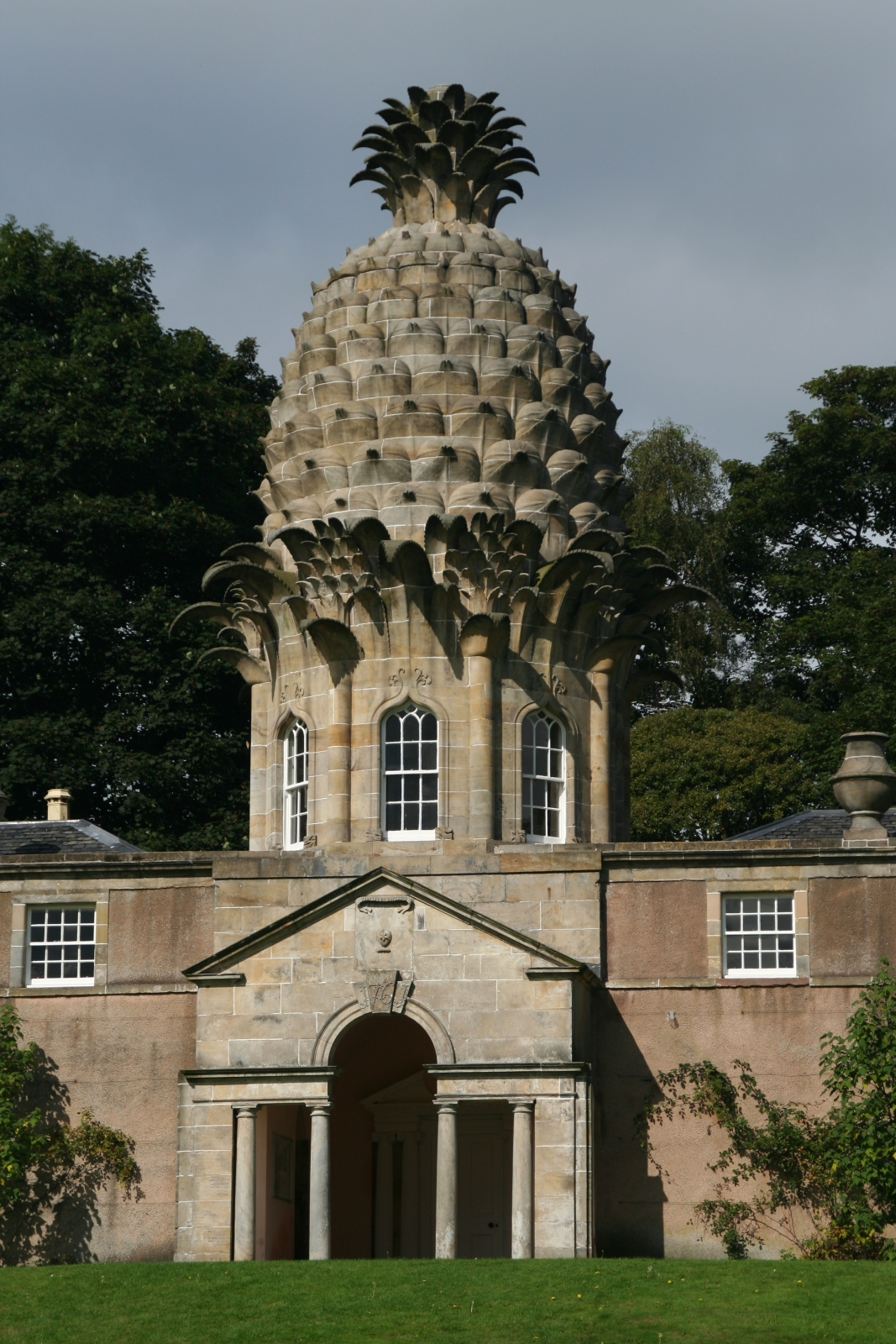
De ananas van Dunmore, 18e eeuw

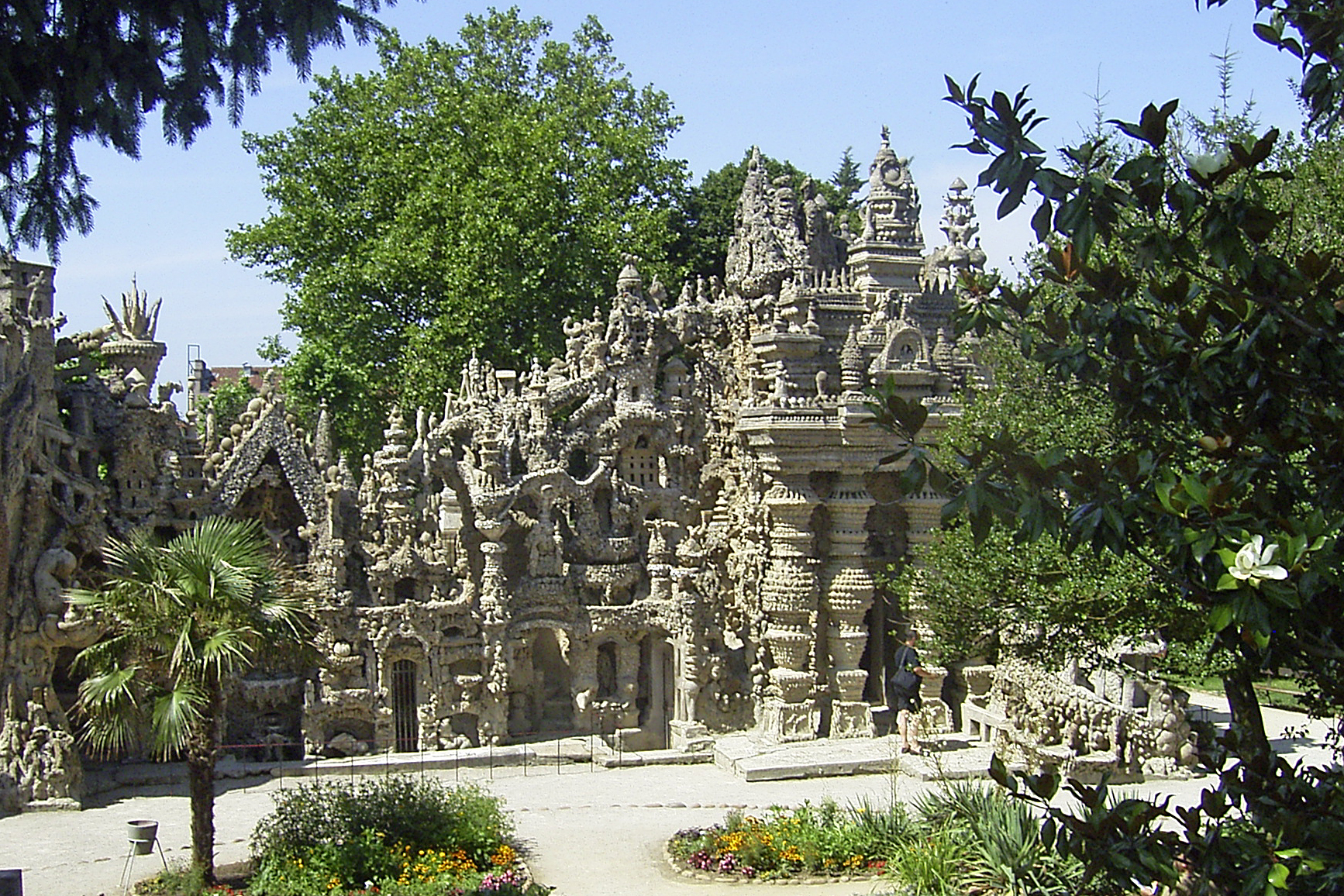
Het Palais idéal van Ferdinand Cheval

Een folly of follie is een niet-conventioneel gebouw of bouwwerk, dat ongeschikt is voor huisvesting of andere functies en uitsluitend een decoratief, kunstzinnig of ludiek doel dient. De term folly is overgenomen uit het Engels waar het dwaasheid betekent. In Nederland wordt soms de term vermaaksarchitectuur gehanteerd, waar men ook andere zaken onder schaart zoals menagerieën en dierentuinen.

## Geschiedenis
Folly's werden in het verleden veel gebouwd als toevoeging aan landgoederen. Met name eind 18de tot begin 19de eeuw was het in de mode om op een landgoed enige romantische elementen van bouwkundige aard aan te brengen. Populair waren bijvoorbeeld geconstrueerde ruïnes en grotten, namaakkapellen en zogenaamde kluizenarijen of hermitages. Deze bouwwerken konden door daarin gespecialiseerde aannemers zelfs kant-en-klaar geleverd worden. Rotspartijen werden hierbij nagebootst met kippengaas en beton. Watervallen werden ook vaak aangelegd, waartoe bestaande waterlopen verlegd werden, al dan niet met behulp van natuurlijke materialen.
Voorbeelden van dergelijke waterpartijen zijn te vinden in het Arnhemse Park Sonsbeek en in het park van Kasteel Rosendael.
Een meer democratische of volkse vorm van een folly komt voort uit een combinatie van fantasie en (metsel)vaardigheden van een particulier. Voorbeeld bij uitstek hiervan is het Franse Palais Idéal, in Hauterives, van de postbode Ferdinand Cheval. Dergelijke particuliere initiatieven zijn niet aan tijd, mode of plaats gebonden.
Folly's komen overal voor maar vooral in Engeland zijn er veel te vinden, terwijl de beroemdste en grootste zich elders bevinden: in België het Atomium en in Frankrijk het Palais idéal en Le Hameau de la Reine. Bekend zijn ook de negentiende-eeuwse dierenverblijven in de Antwerpse ZOO, die zijn uitgevoerd als grote follies in exotische bouwstijlen.

## Eigenschappen
Het concept van de folly is enigszins vaag, maar folly's voldoen over het algemeen aan een of meer van de volgende eigenschappen:
- Het is een gebouw, gebouwencomplex of bouwwerk, of maakt er aanzienlijk deel van uit; hierin wijkt het af van de gangbare ornamenten en (tuin)versierselen.
- Het dient geen ander dan een decoratief, kunstzinnig of speels doel; vaak wordt opzettelijk de indruk gewekt van een bepaalde aard of bestemming, zoals een quasi-"ruïne" of -"kluizenaarsgrot" (hermitage), of het Hameau de la Reine, een compleet "boerendorpje" in de tuin van het Petit Trianon in Versailles.
- De locatie is doelbewust gekozen.
- Constructie en ontwerp zijn welbewust afwijkend tot excentriek aan toe, niet zelden exotisch; hoewel deviantie niet altijd het geval is, trekt dat aspect wel extra aandacht.
- Soms is de constructie gezichtsbedrog, zoals de "eindeloze trap" in München.

## Folly's in Nederland en België

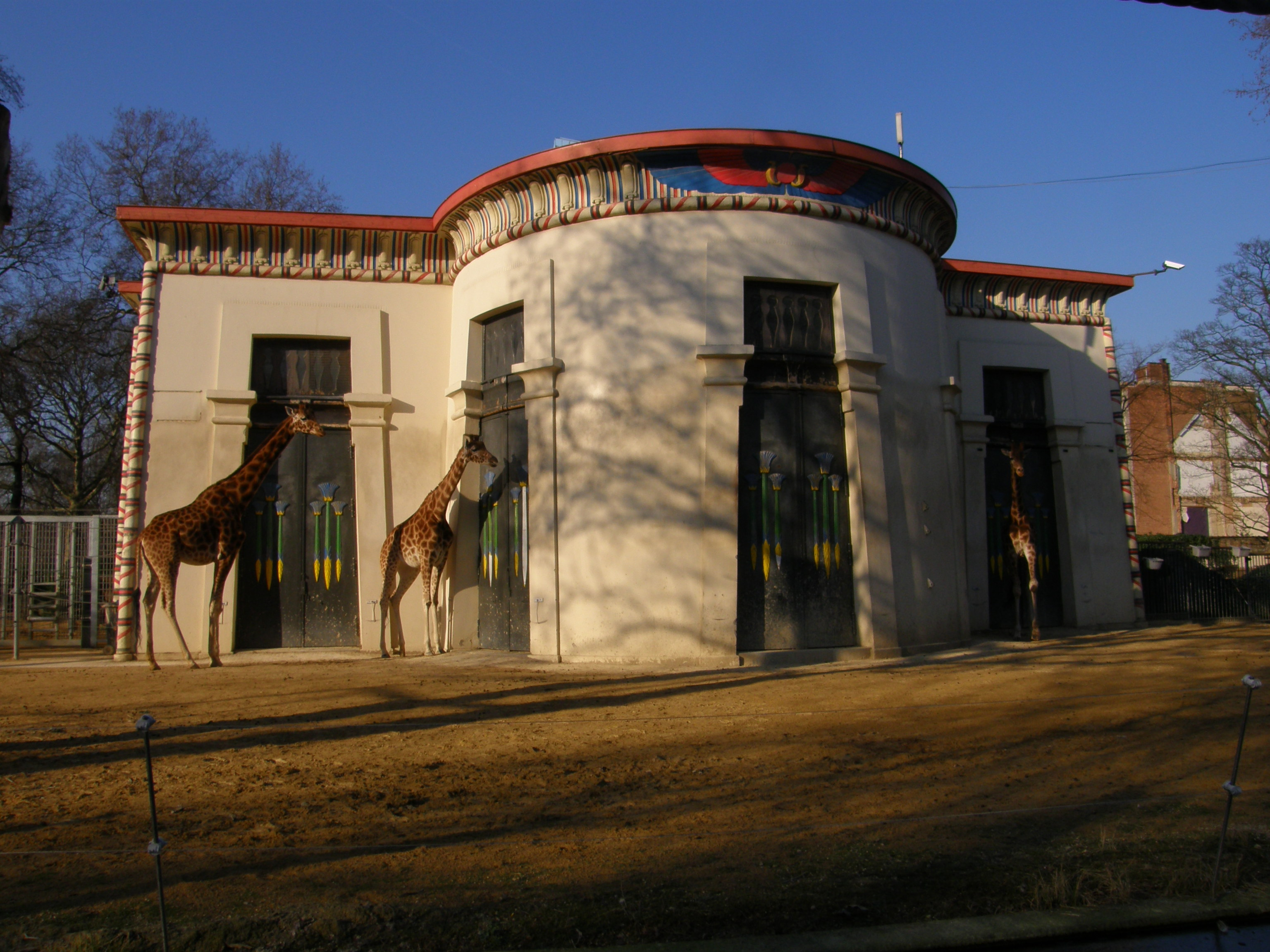
Egyptische tempel, zoo (Antwerpen)
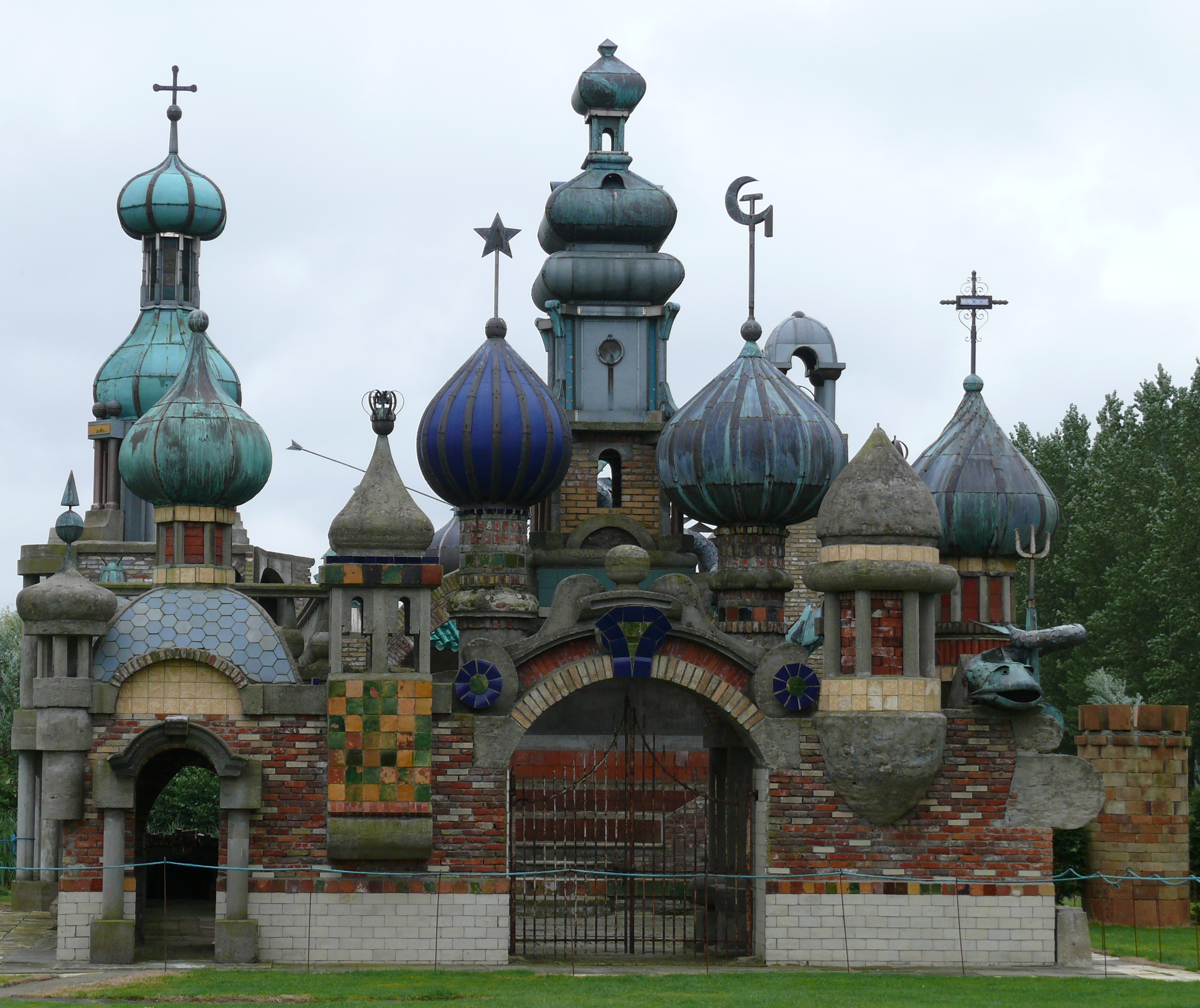
Nederlands Kremlin in Winkel (Noord-Holland)
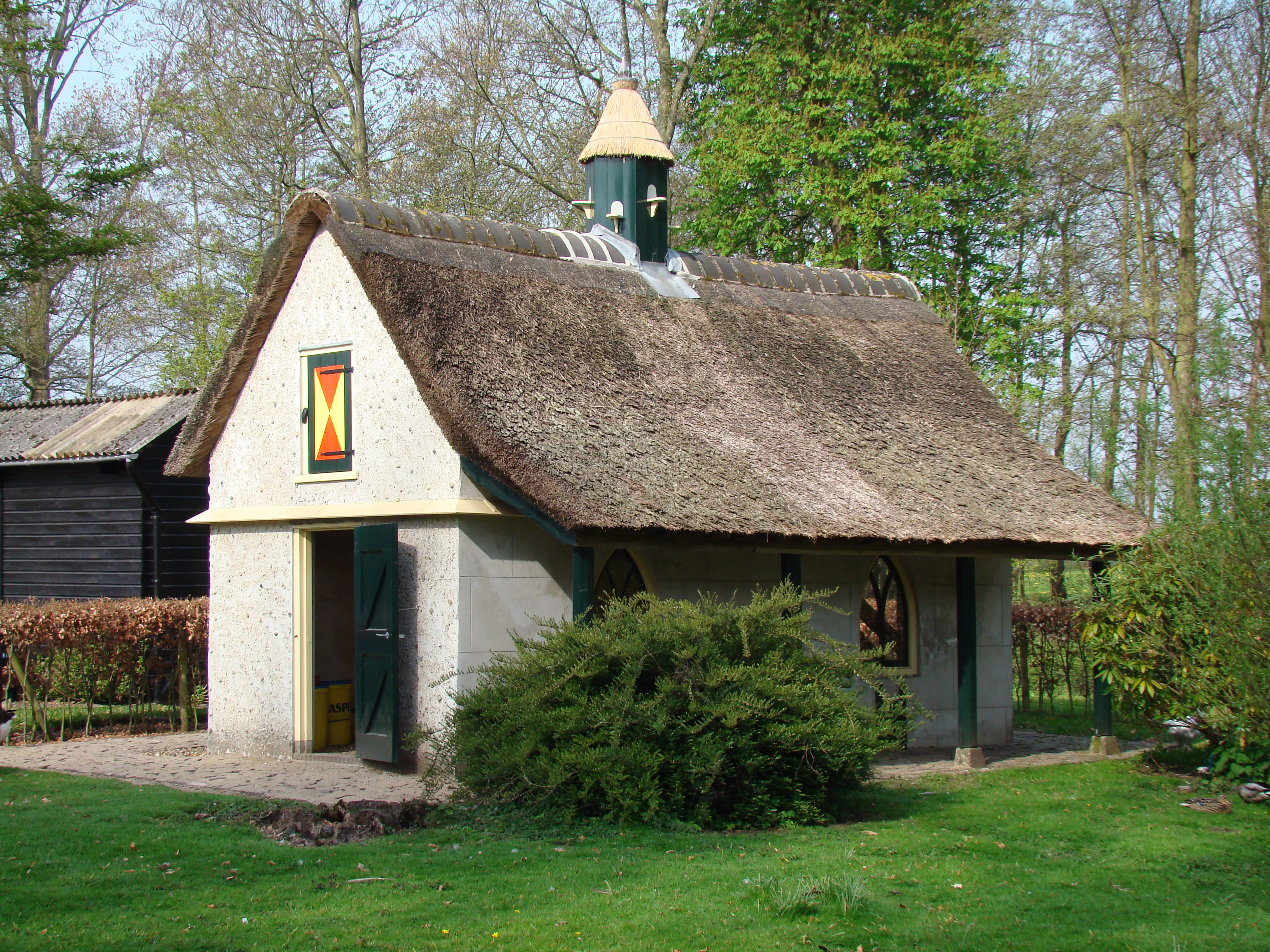
Eendenhuis op Landgoed Keukenhof te Lisse, 19e eeuw
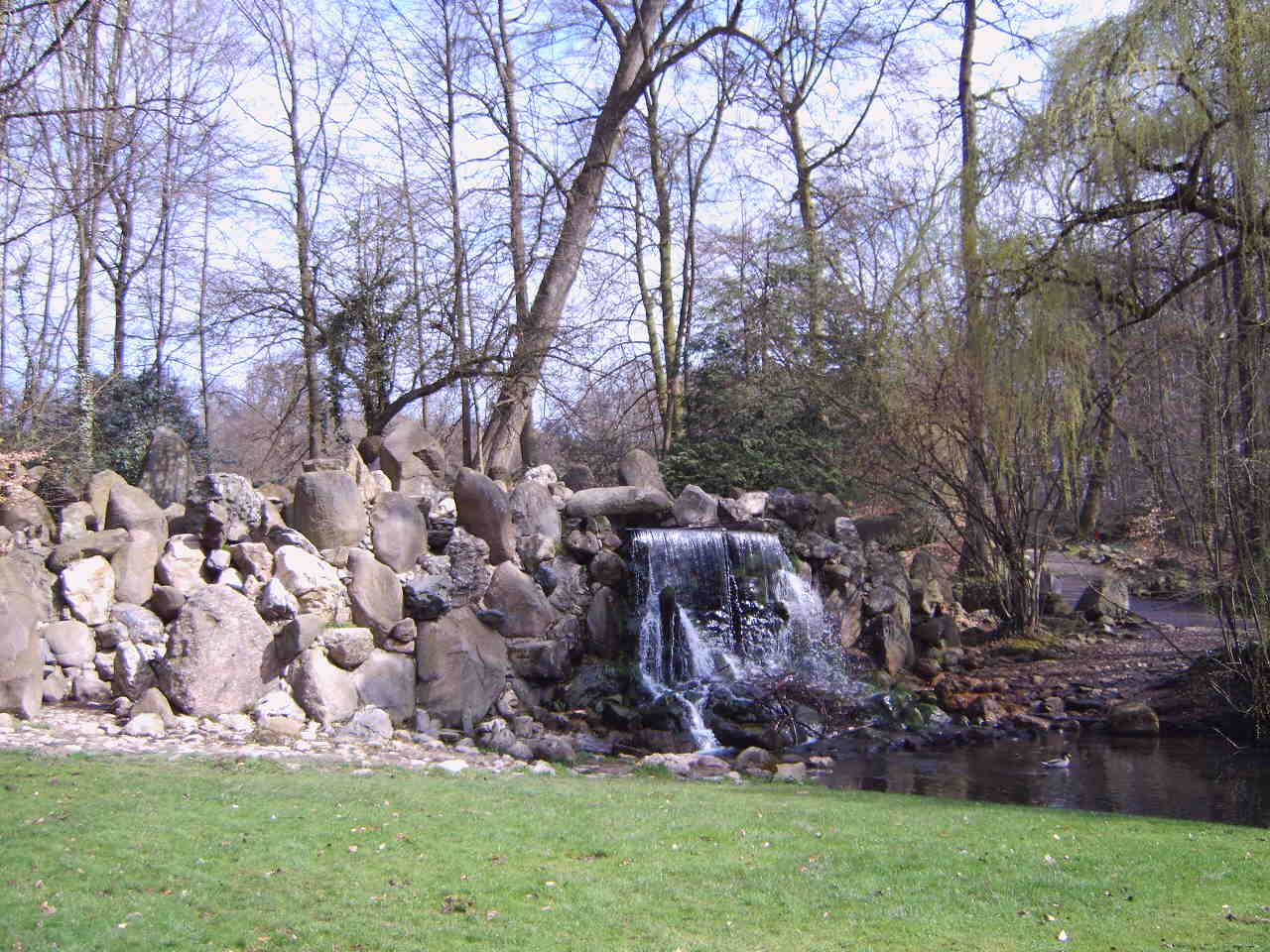
Waterval in Park Sonsbeek in Arnhem
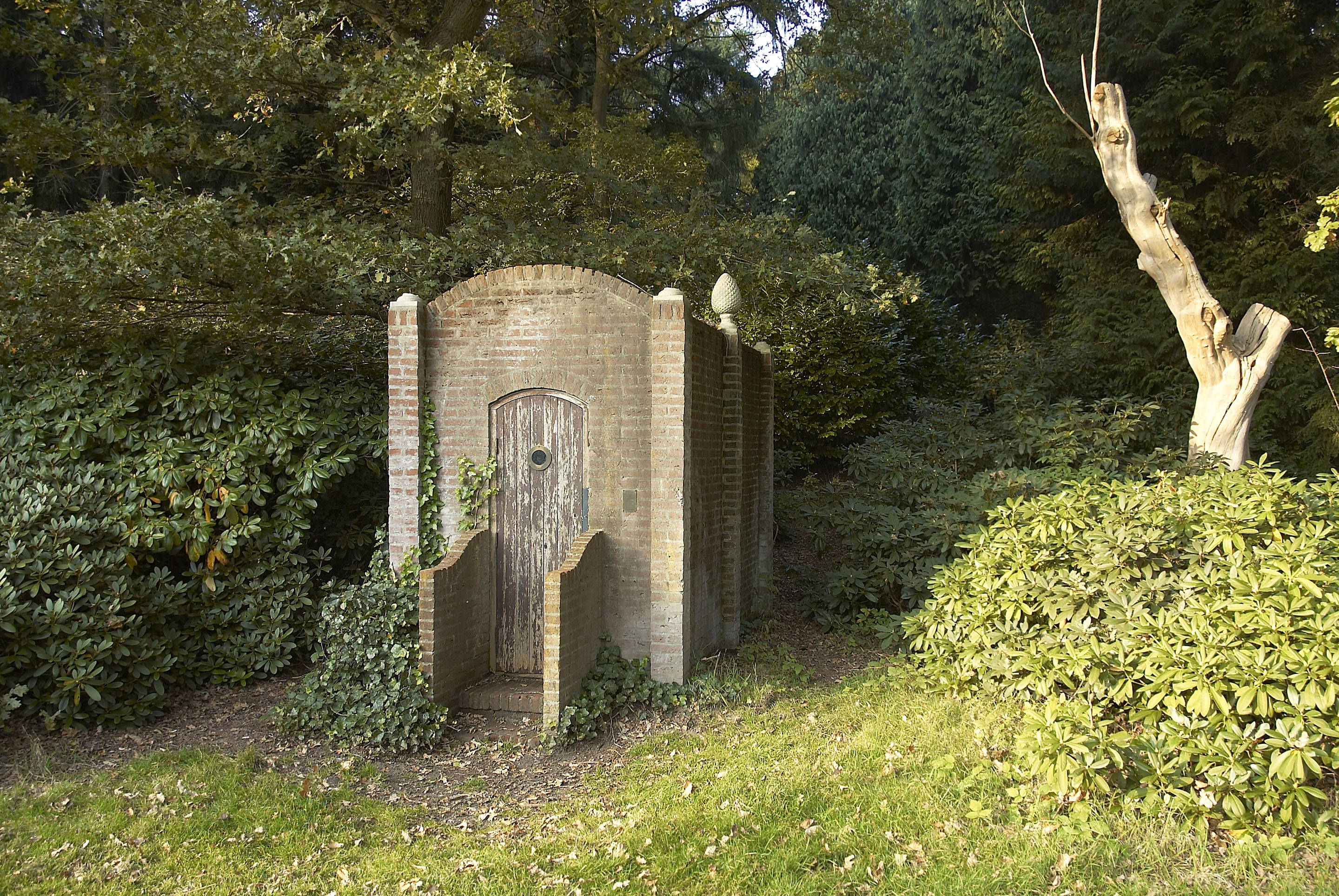
Lapin Botanique op Landgoed Gooilust te 's-Graveland
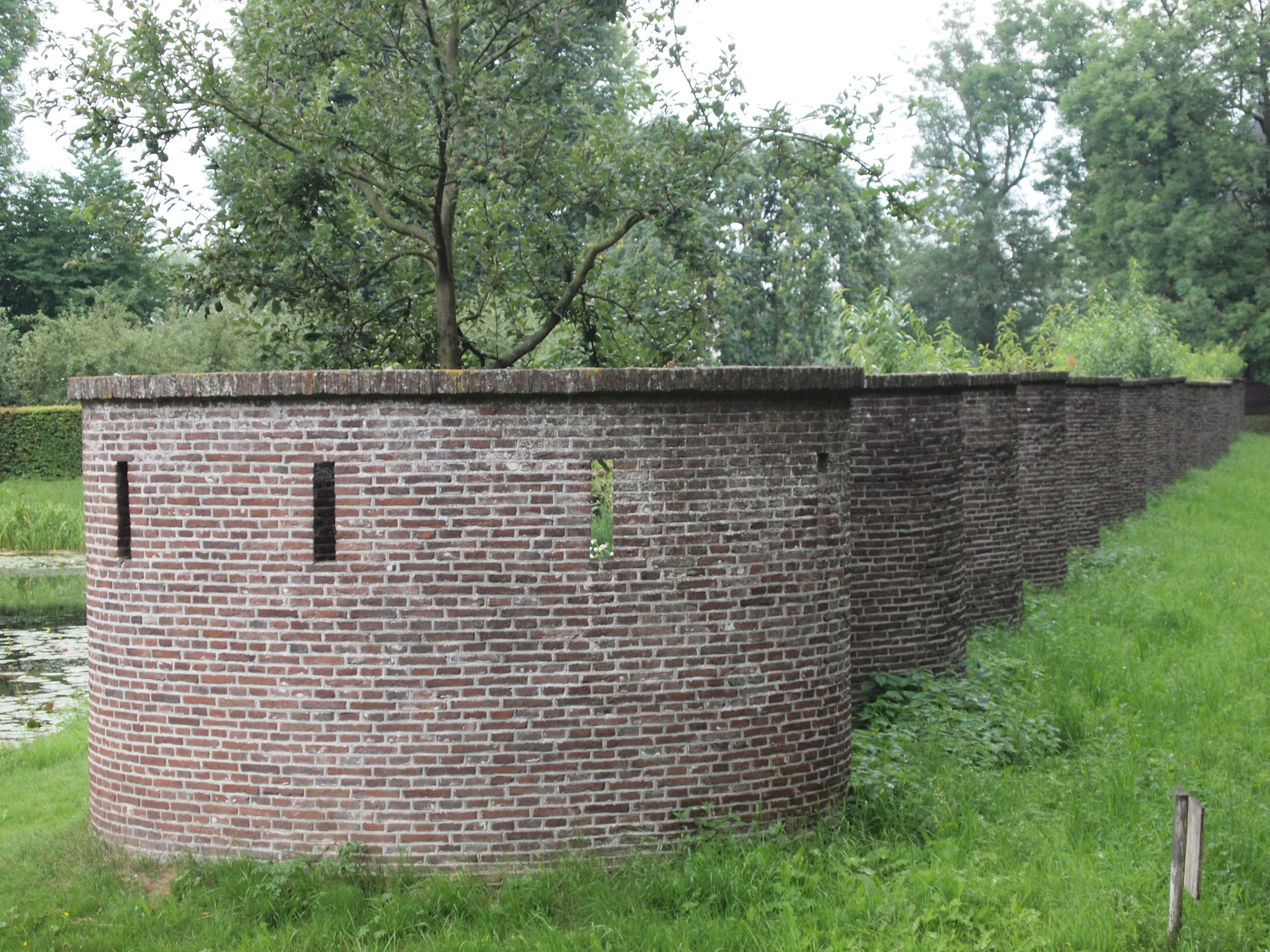
Bolwerk met schietgaten als beëindiging van de Slangenmuur bij Slot Zuylen in Oud-Zuilen
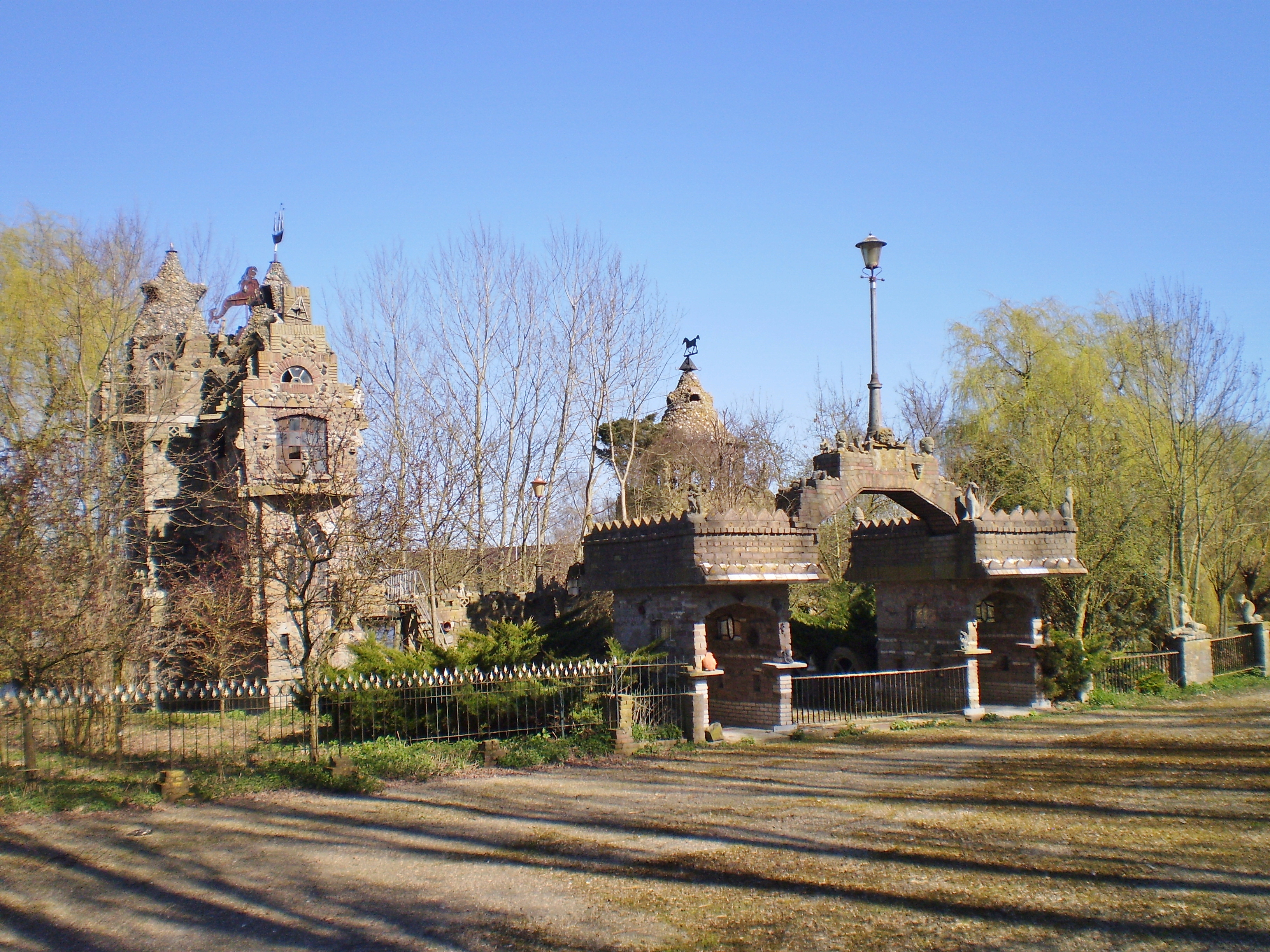
't Hammetje bij Amersfoort
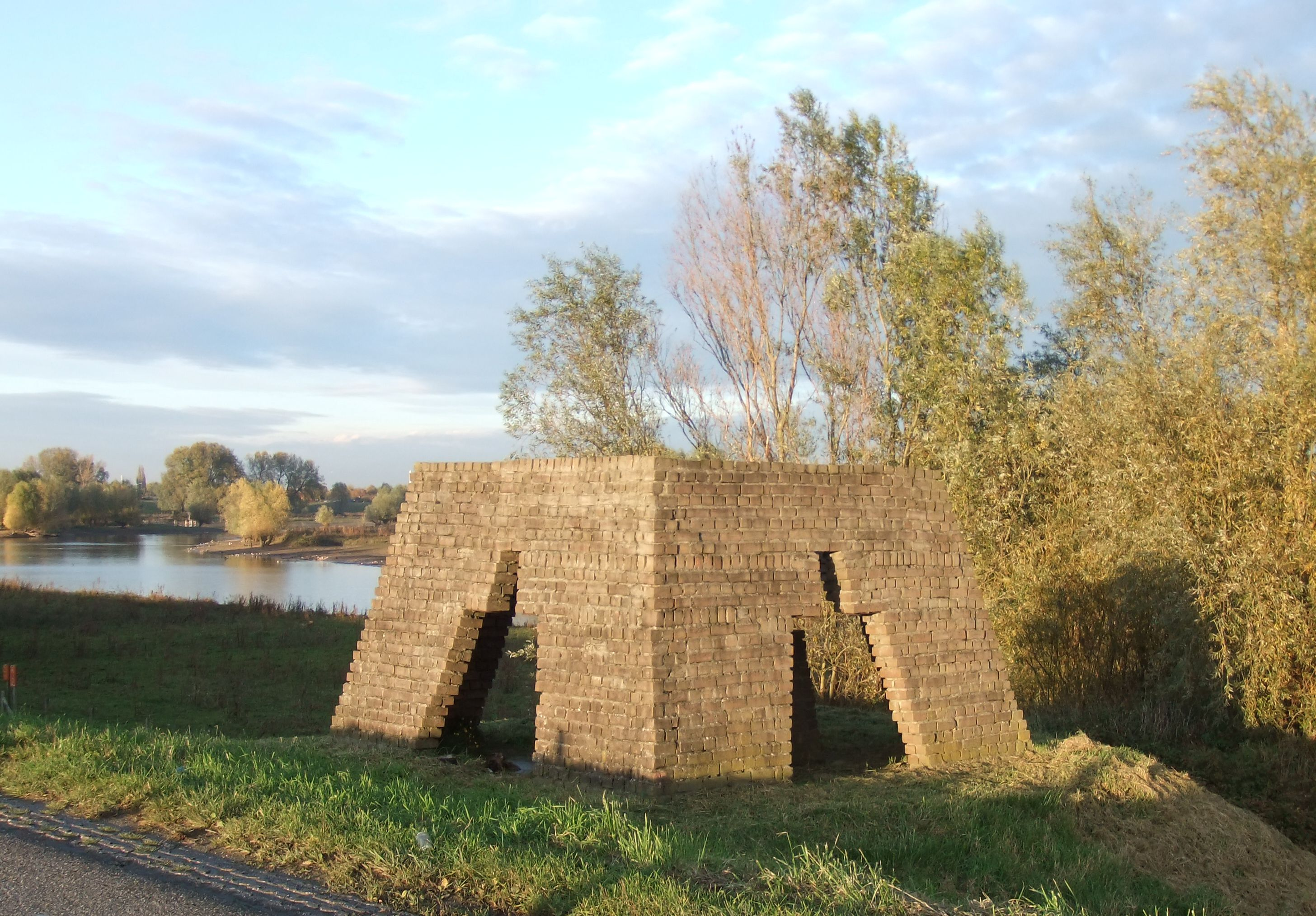
Vuurtempel in Zennewijnen
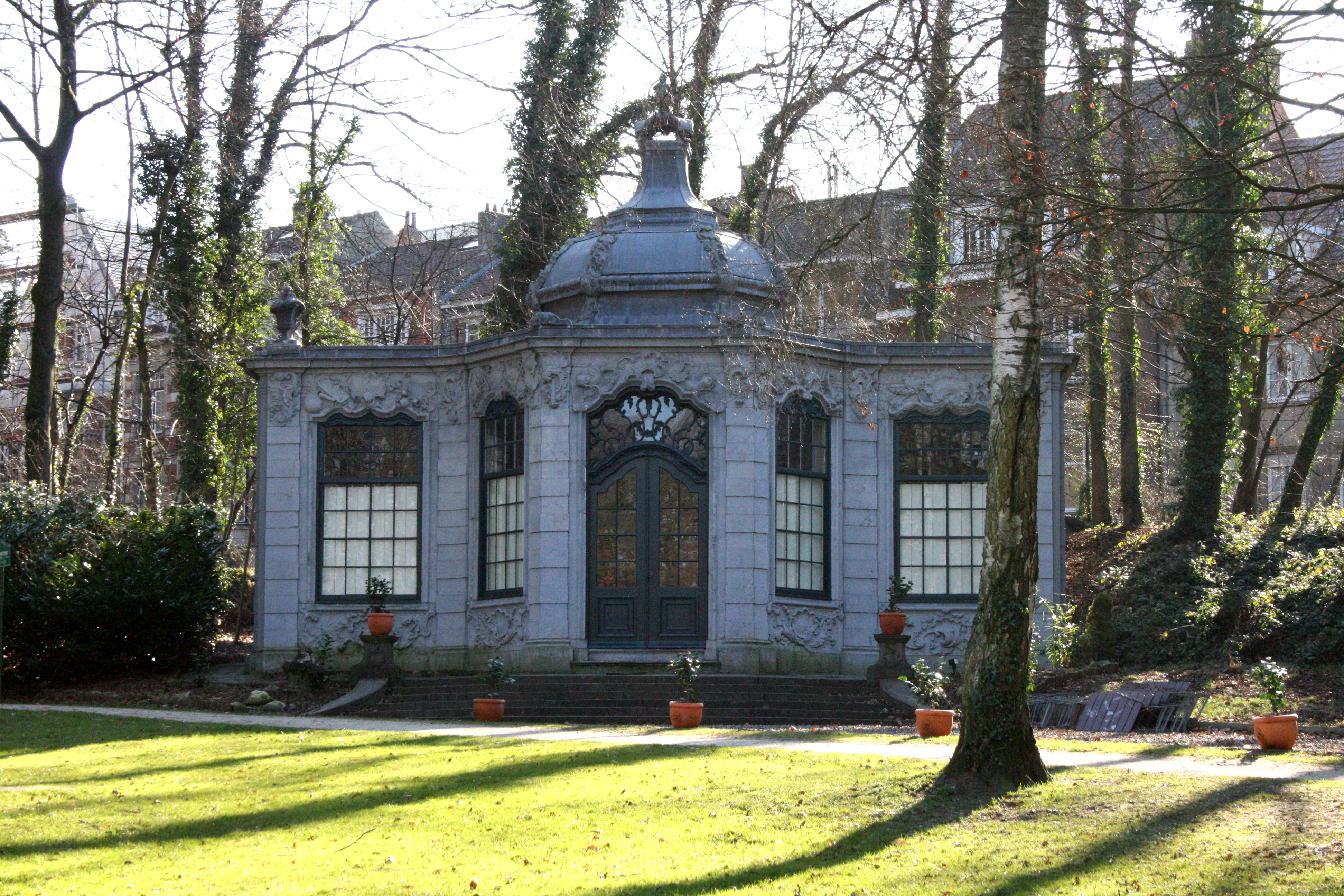
Paviljoen Lodewijk XV in het Wolvendaelpark in Ukkel (Brussel)
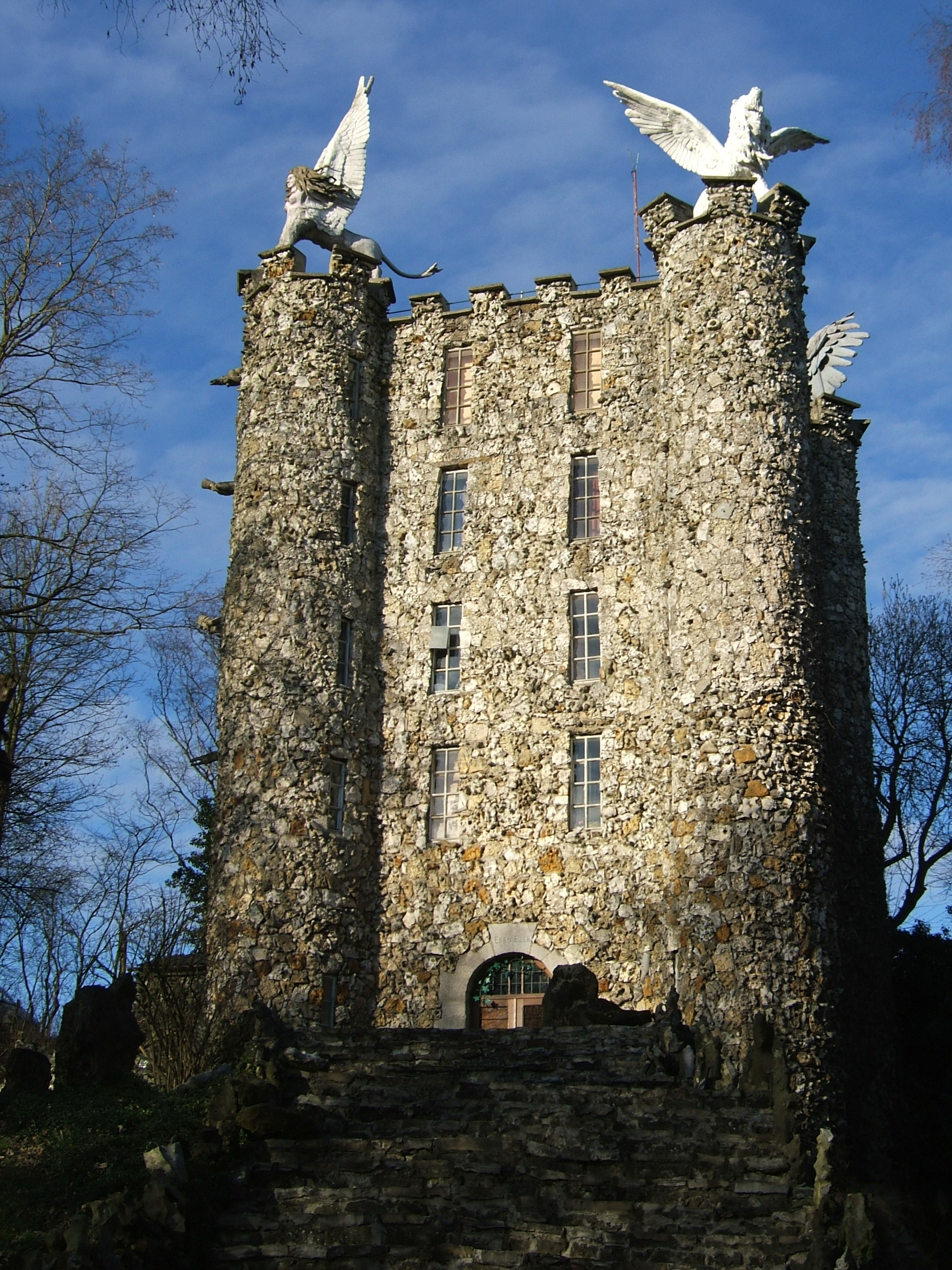
De Toren van Eben-Ezer bij Eben-Emael
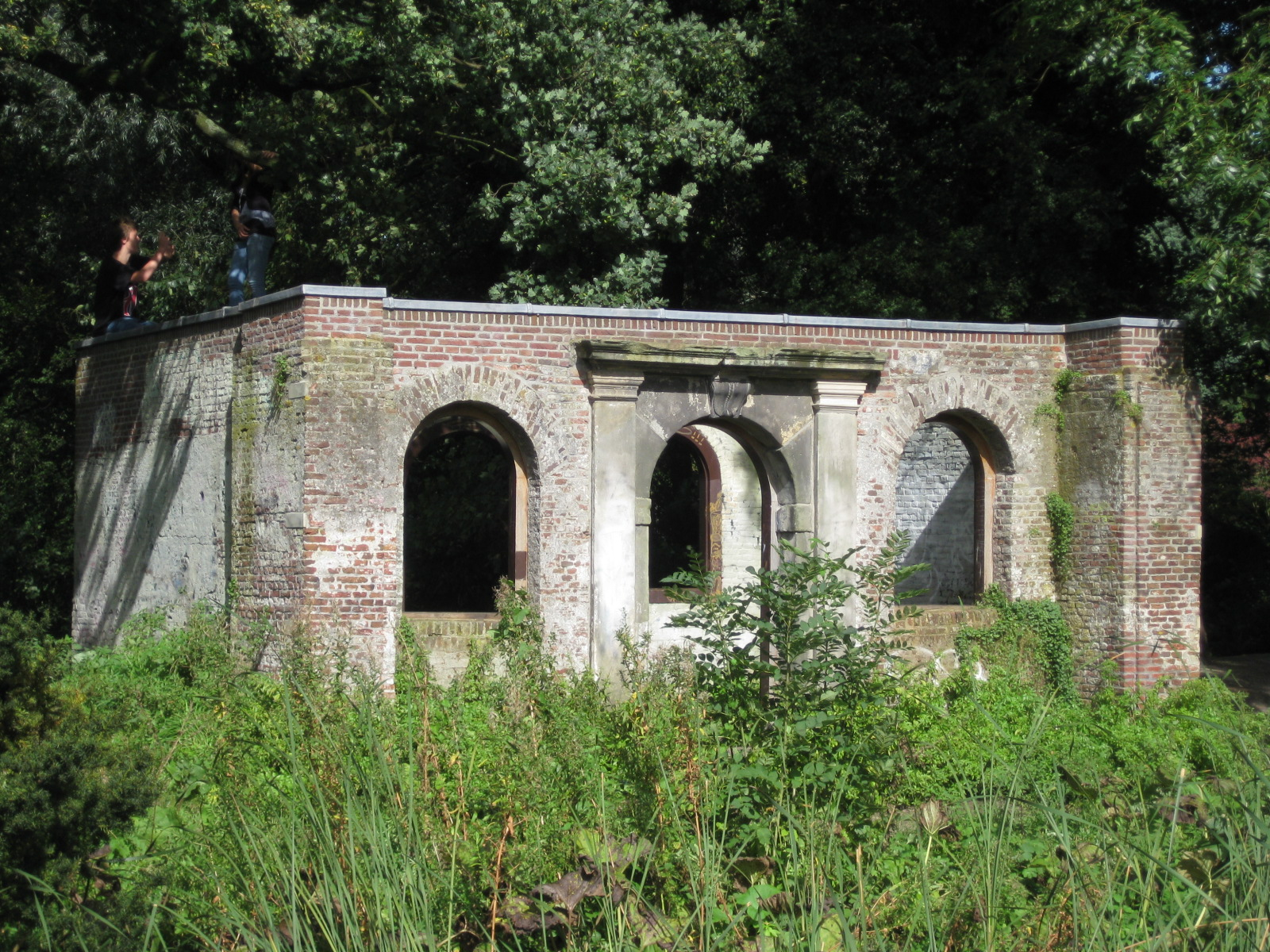
Hermitage in Park Frankendael, Amsterdam

## Moderne voorbeelden

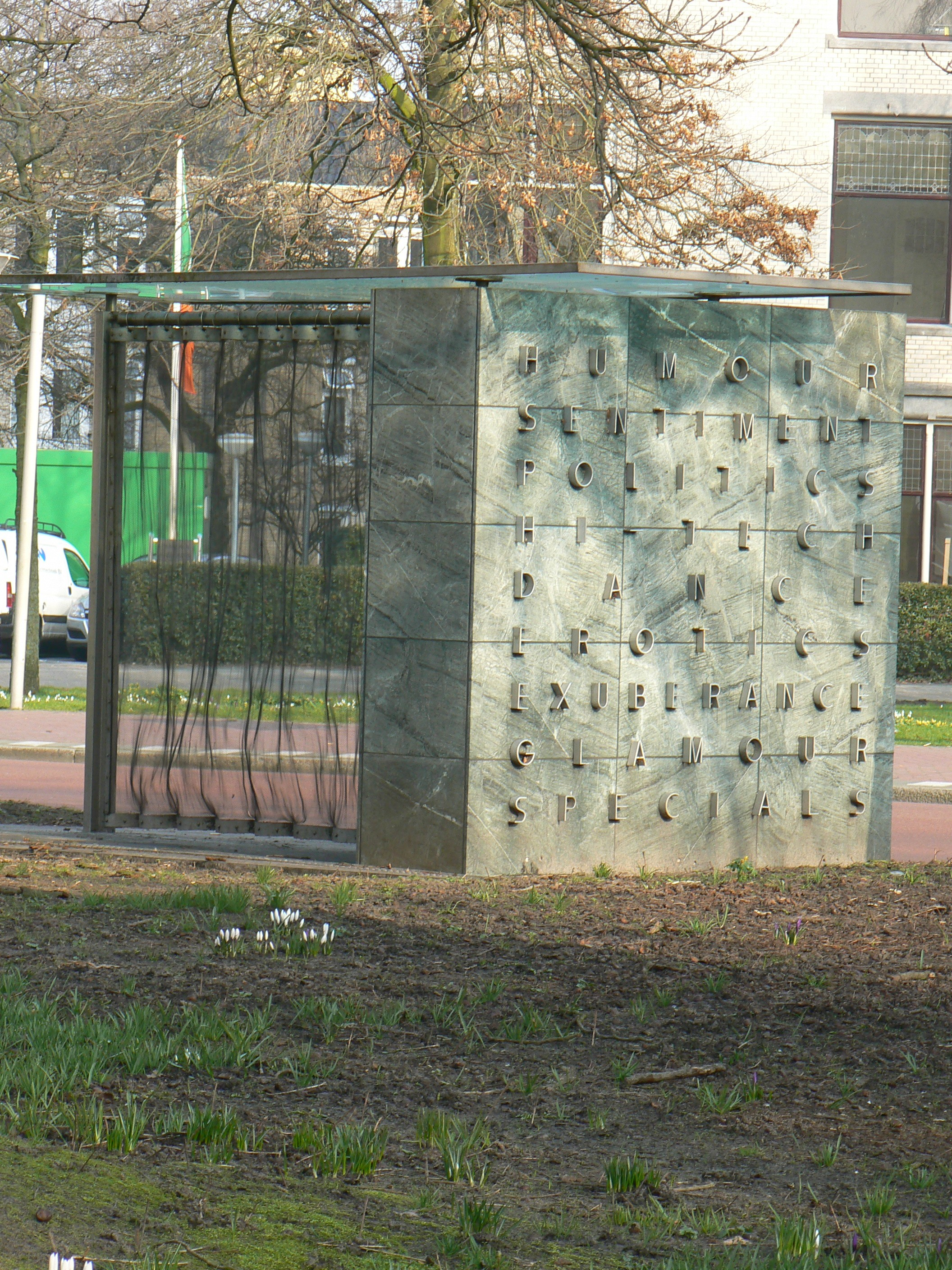
Folly van Rem Koolhaas in Groningen
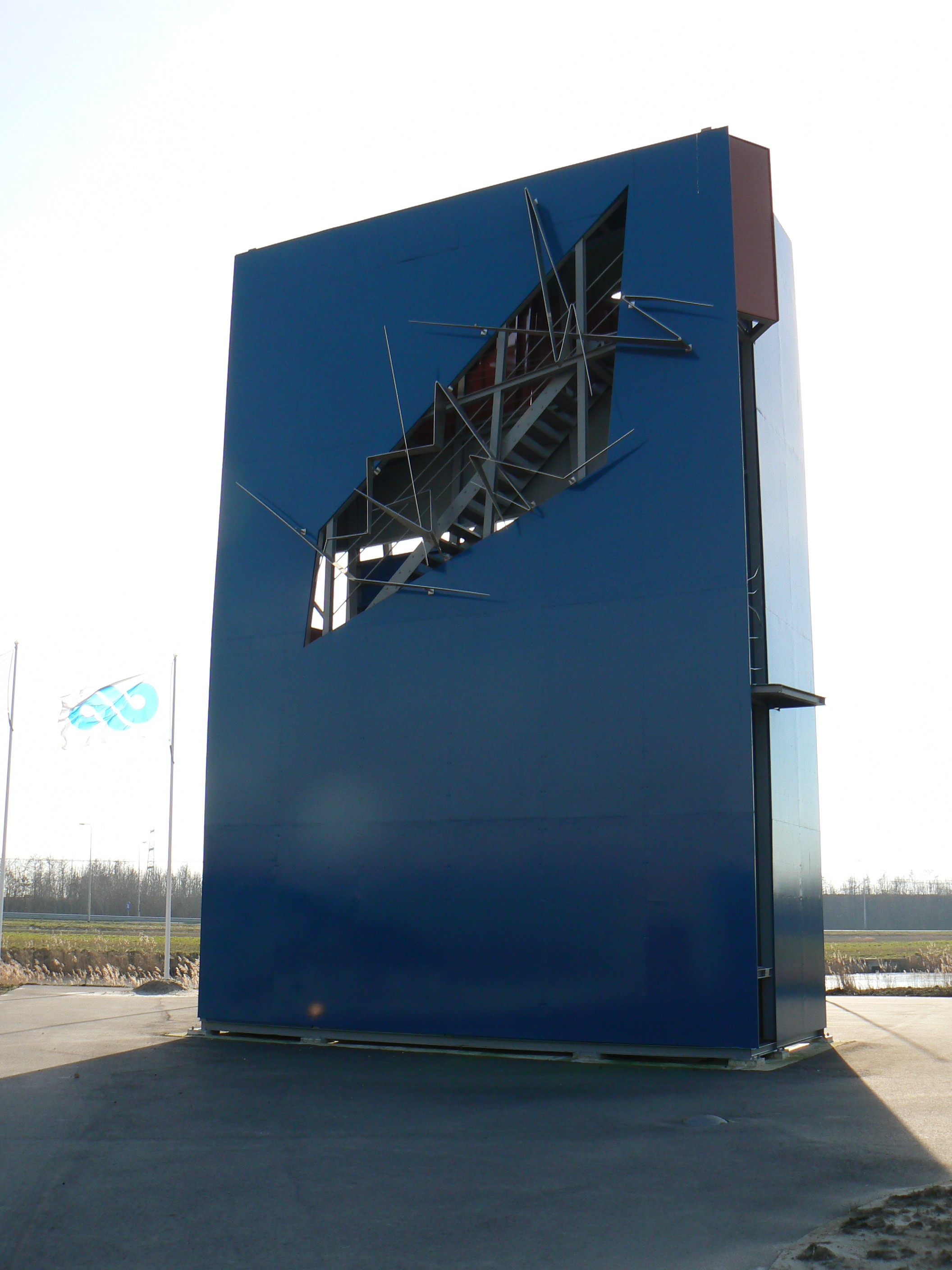
Folly van Zaha Hadid in Appingedam
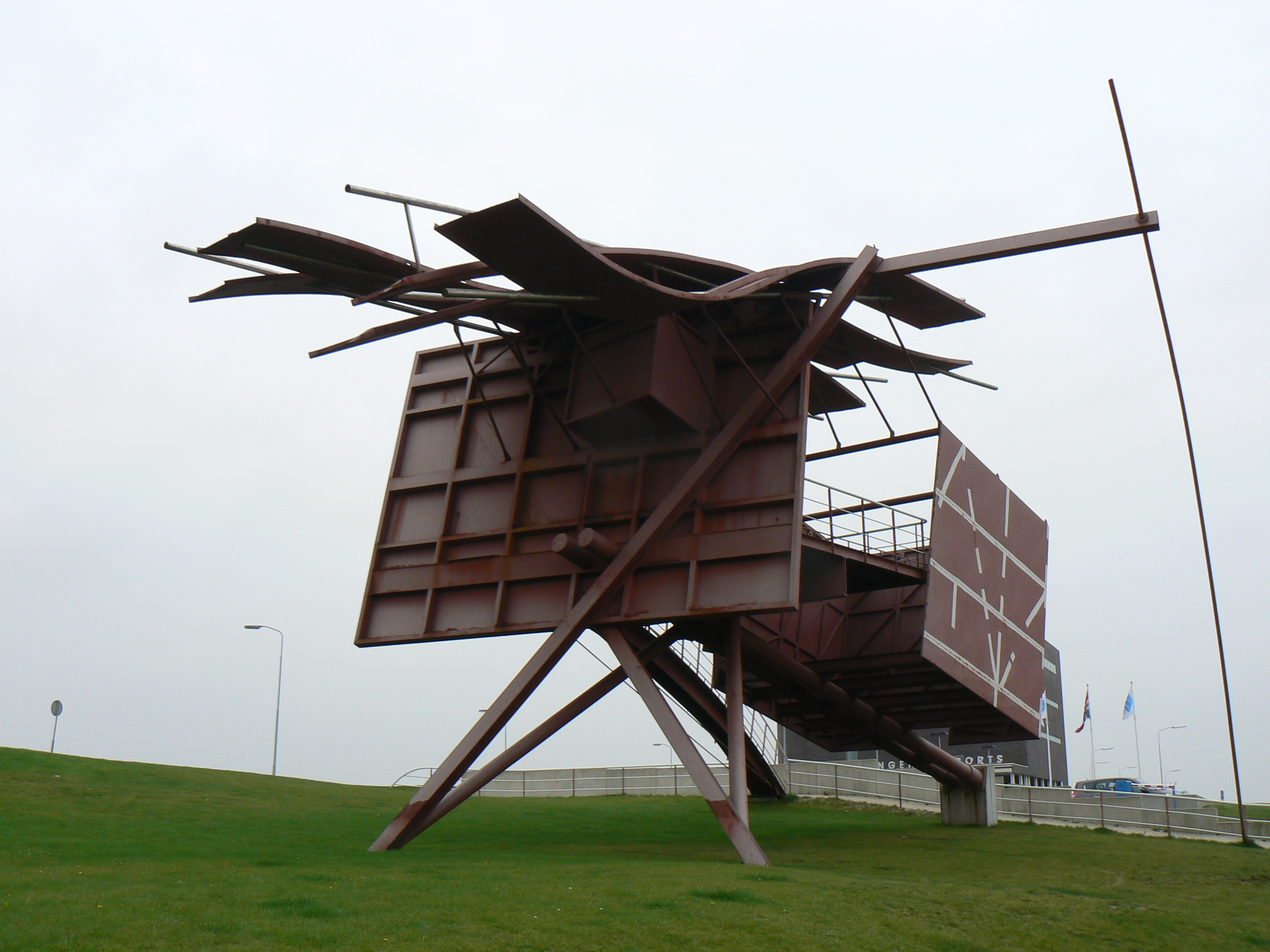
Folly van Coop Himmelb(l)au (1990) in Delfzijl
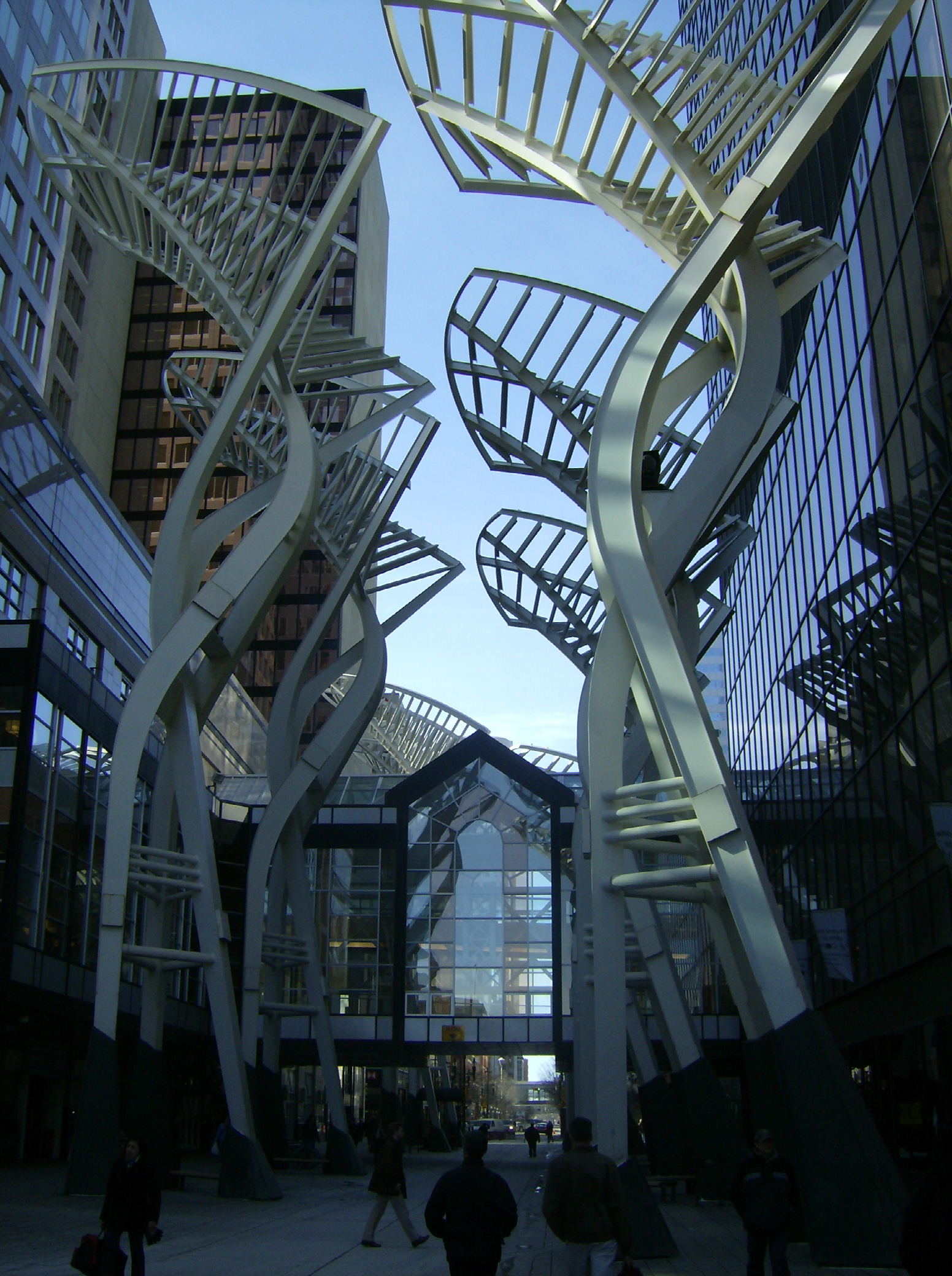
Folly in Calgary, Canada
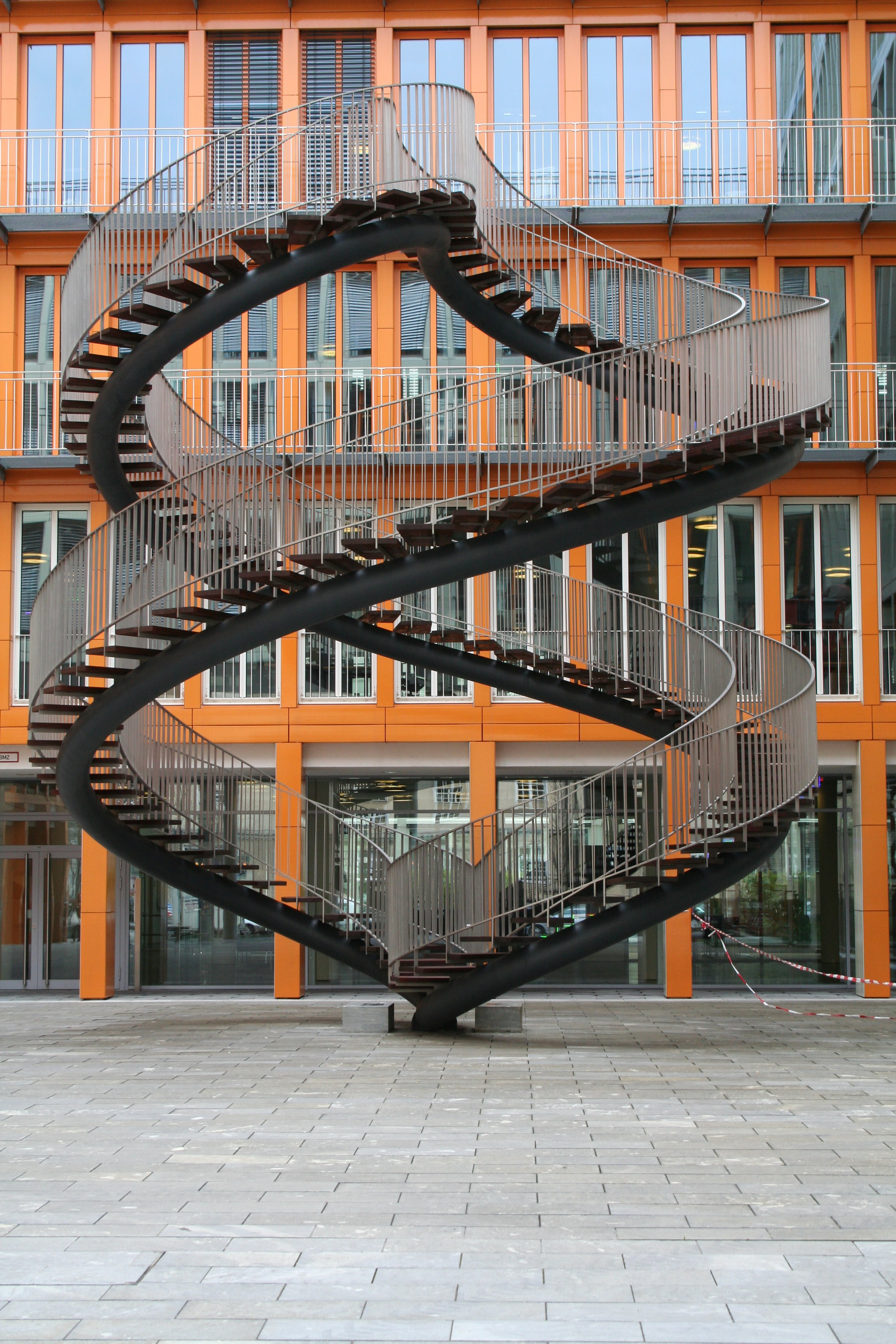
Folly in München, Duitsland
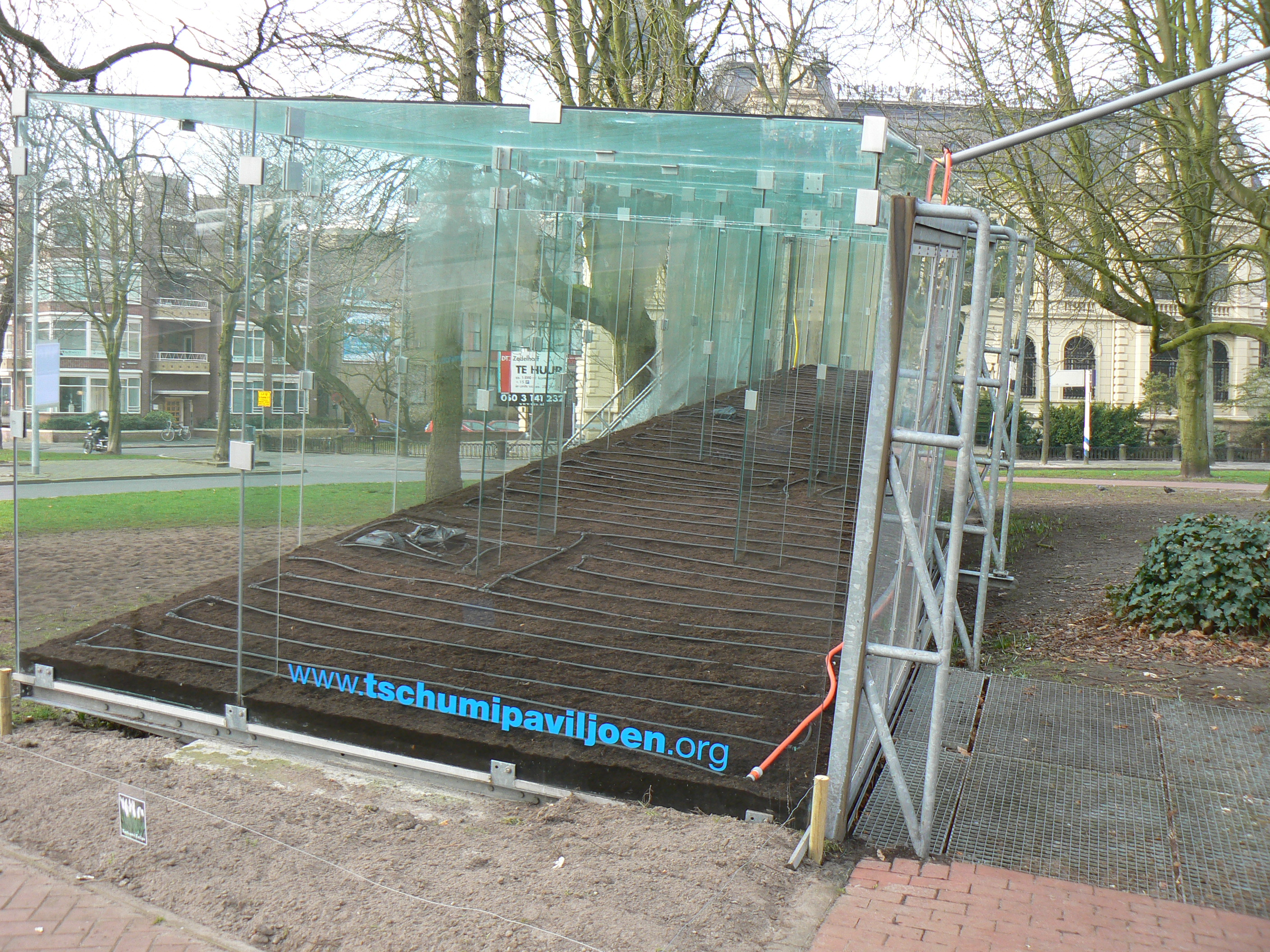
Folly van Bernard Tschumi in Groningen
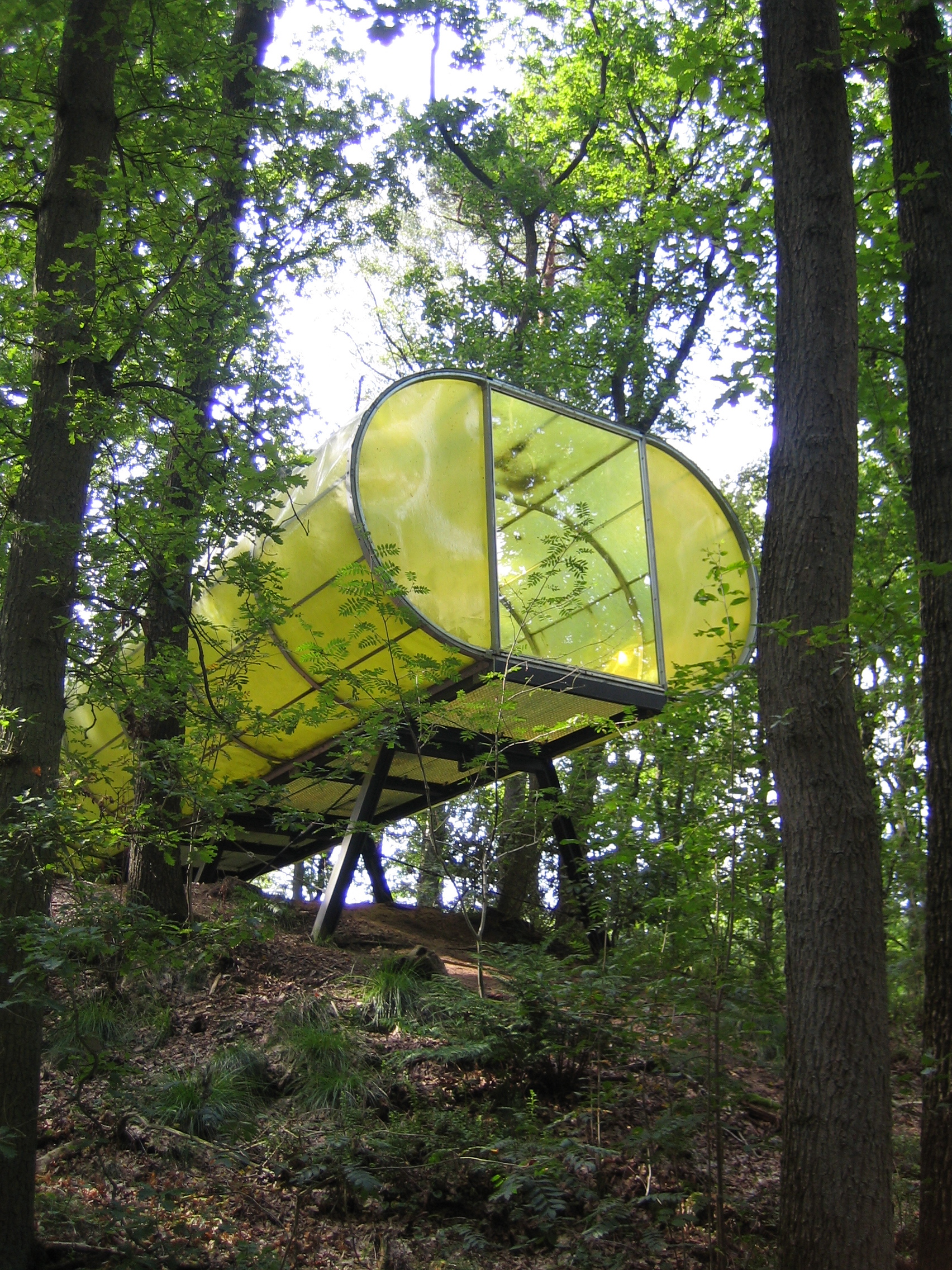
Folly in beeldenpark van het Kröller-Müller Museum van Hermann Maier Neustadt
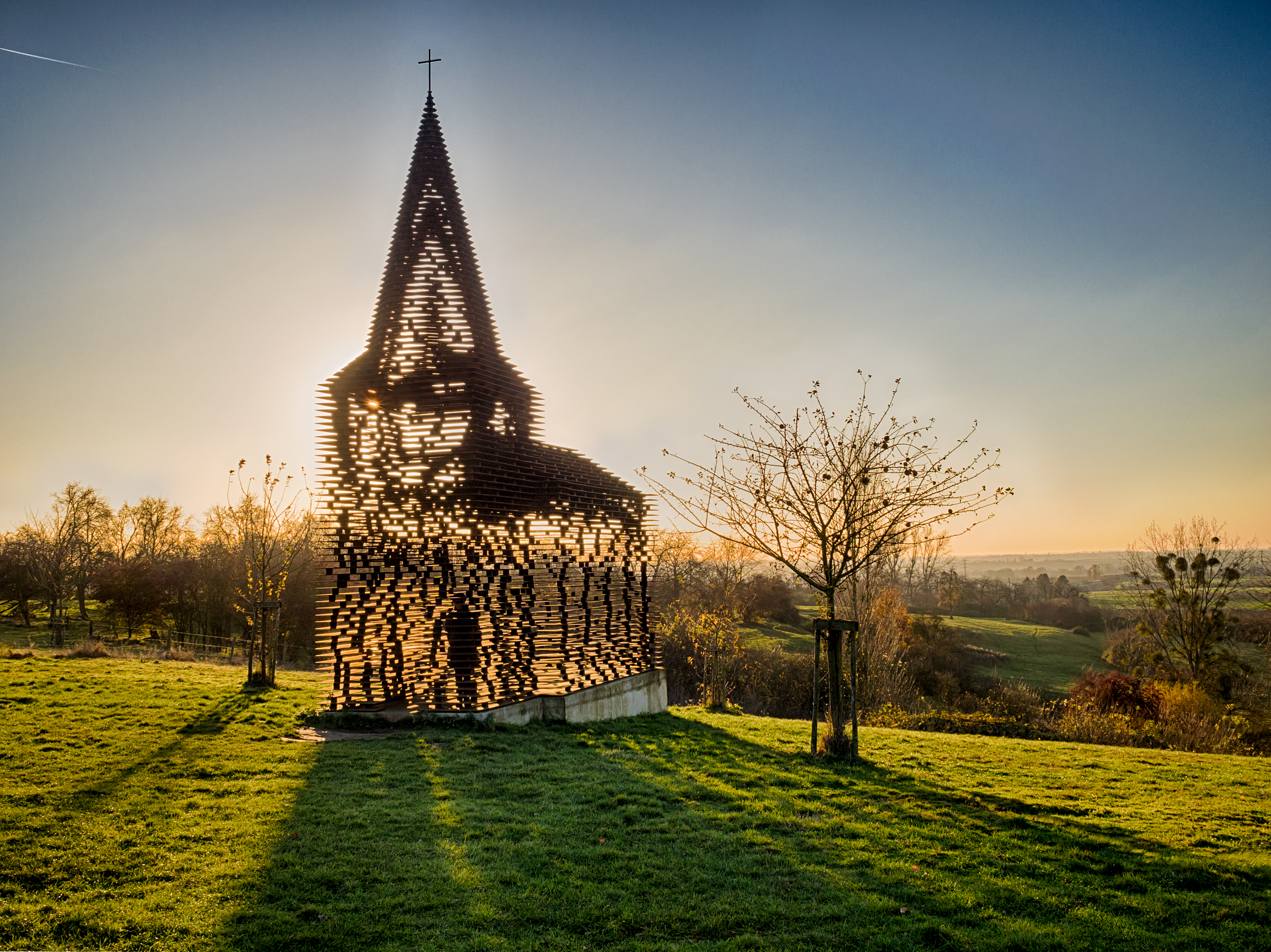
"Reading Between the Lines" in Borgloon (België)
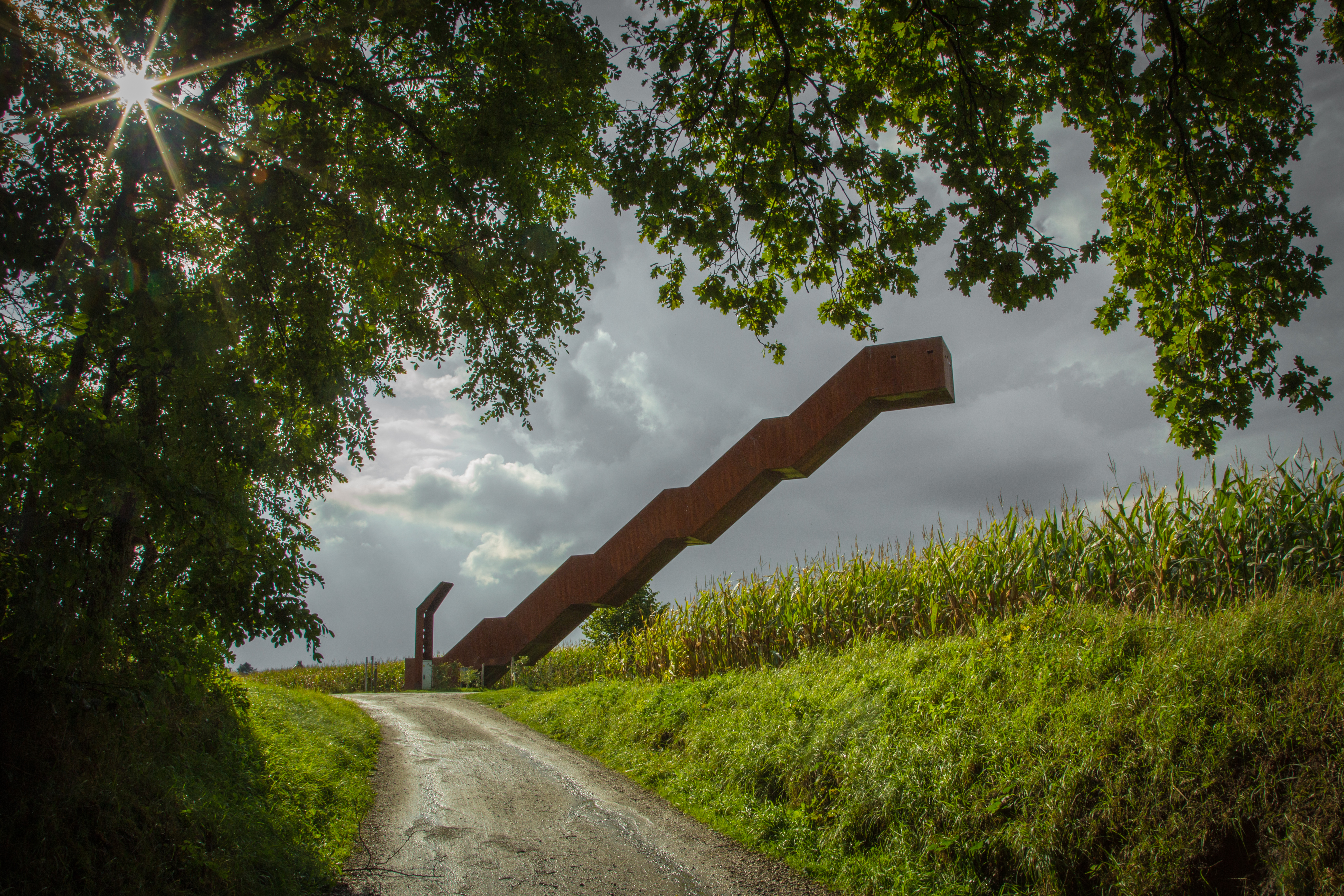
Vlooybergtoren in Tielt-Winge (België)
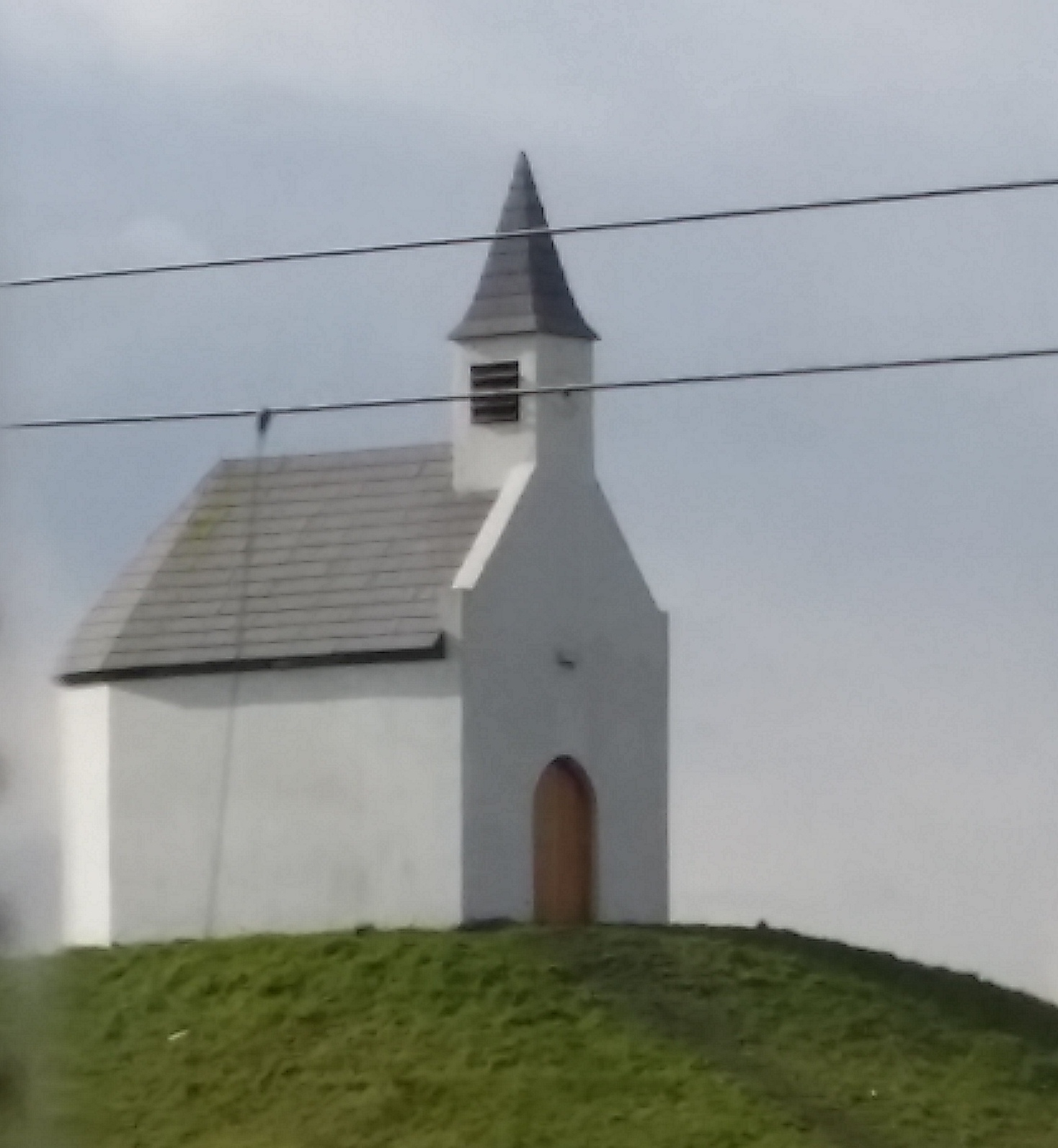
De terp van Leidschenveen in Den Haag